# Richard Zenith
Richard Zenith (Washington, DC, 23 de fevereiro de 1956) é um escritor, tradutor e crítico literário americano-português, vencedor do Prémio Pessoa em 2012. 

## Biografia
Zenith formou-se em Letras na Universidade da Virgínia em 1979. Viveu na Colômbia, Brasil, França e, desde 1987, vive em Portugal. Veio para o país estudar e traduzir as canções medievais portuguesas. Possui cidadania portuguesa desde 2007.
Considerado por muitos  um especialista em Fernando Pessoa (o ex-secretário da Cultura Francisco José Viegas chamou-o de "um dos maiores", traduziu obras do poeta para o inglês e escreveu extensivamente sobre a obra de Pessoa. Também traduziu Antero de Quental, Sophia de Mello Breyner, Nuno Júdice, António Lobo Antunes e Luís de Camões, entre outros escritores.
Zenith organizou, juntamente com Carlos Felipe Moisés, a exposição Fernando Pessoa, Plural como o Universo, dedicada à vida e aos heterónimos de Pessoa, na Fundação Gulbenkian de Lisboa, no Museu da Língua Portuguesa de São Paulo e do Centro Cultural dos Correios do Rio de Janeiro.

## Prémios
- 1987 - Guggenheim Fellowship [12]
- 1999 - Prémio PEN de Poesia em Tradução
- 2006 - Prêmio de Tradução Harold Morton Landon
- 2012 - Prémio Pessoa

## Obras

### Traduções
- Fernando Pessoa (1999). Fernando Pessoa and Co.: Selected Poems. Translator Richard Zenith. Grove Press. ISBN 978-0-8021-3627-5.
- Fernando Pessoa (2002). The book of disquiet. Translator Richard Zenith. Penguin Classics. ISBN 978-0-14-118304-6. (Carcanet 1991 edition)
- Fernando Pessoa (2002). The Selected Prose of Fernando Pessoa. Translator Richard Zenith. Grove Press. ISBN 978-0-8021-3914-6.

- Antonio Lobo Antunes (1991). An explanation of the birds. Translator Richard Zenith. Grove Press.
- Antonio Lobo Antunes (1996). Act of the Damned. Translator Richard Zenith. Grove Press. ISBN 978-0-8021-3476-9.
- Antonio Lobo Antunes (2001). The Natural Order of Things. Translator Richard Zenith. Grove Press. ISBN 978-0-8021-3813-2.
- Antonio Lobo Antunes (2004). The Inquisitors' Manual. Translator Richard Zenith. Grove Press. ISBN 978-0-8021-4052-4.

- José Régio (1980). Portuguese poetry after Pessoa. Translator Richard Zenith.
- Fundação Calouste Gulbenkian (1995). 113 Galician-Portuguese troubadour poems. Translator Richard Zenith. Carcanet. ISBN 978-1-85754-207-3.
- Sophia de Mello Breyner Andresen (1997). Log Book: Selected Poems. Translator Richard Zenith. Carcanet. ISBN 978-1-85754-364-3.
- Nuno Júdice (1997). Meditation on Ruins. Translator Richard Zenith. Archangel. ISBN 978-80-901800-8-6.
- Antero de Quental (1998). The Feeling of Immortality: Selected Writings. Translator Richard Zenith. Mermaid Turbulence. ISBN 978-1-901776-05-8.
- João Cabral de Melo Neto (2005). Education by stone: selected poems. Translator Richard Zenith. Archipelago Books. ISBN 978-0-9749680-1-8.
- Fernando Pessoa (2005). The Education of the Stoic: The Only Manuscript of the Baron of Teive. Translator Richard Zenith. D.A.P. ISBN 978-1-878972-40-8.
- José Luís Peixoto (2008). The Implacable Order of Things. Translator Richard Zenith. Random House, Inc. ISBN 978-0-385-52446-9.
- Carlos Drummond de Andrade (2015). Multitudinous Heart: Selected Poems: A Bilingual Edition. Translator Richard Zenith. Farrar, Straus and Giroux.